# Kramiek
Um kramiek (ou cramique em francês) é um brioche doce feito com passas, típico da Bélgica. É semelhante ao rozijnenbrood neerlandês.
A receita é feita a partir de farinha de trigo, leite, ovos, manteiga e passas. O kramiek é tipicamente consumido no café da manhã, servido em fatias cobertas com manteiga e geleia. Ele também pode ser consumido puro ou servido assado com foie gras.
Além das passas, o kramiek também pode ser recheado com açúcar-candi, pedaços de chocolate e temperado com canela.
O kramiek é popular especialmente nas três regiões administrativas da Bélgica (Flandres,  Bruxelas e Valônia), mas também pode ser encontrado em Luxemburgo e no norte da França.